# Escola de Teixits de Punt de Canet
Escola de Teixits de Punt de Canet és un edifici de Canet de Mar (Maresme) protegit com a bé cultural d'interès local.

## Descripció
Antiga casa de pagès que es transformà el 1850 per a instal·lar-hi l'Escola Montessori.
Està formada per dos cossos de planta baixa i dos pisos units per un cos de planta baixa i arcades al pis superior. Posteriorment s'incorporaren a l'escola les naus de la fàbrica de teixits de Floris i Busquests, que poden atribuir-se a Ferres i Puig. Són unes naus de fàbrica amb coberta a dues aigües que mostren un interessant tractament del totxo a les obertures corregudes a la façana i els esgrafiats que dibuixen tota la façana.
Del catàleg del Patrimoni Arquitectònic i Elements d'Interès Històric i Artístic.
Aquesta escola va ser creada per la Mancomunitat de Catalunya el 1922. L'edifici actual és obra de Rubió i Tudurí a partir de la reforma i ampliació d'una vila existent, de la qual encara en queden indicis. Fixem-nos si no en les característiques de les obertures del costat esquerre de la façana amb brancals, ampits i llindes de pedra natural situades simètricament respecte a l'eix de la porta d'aquest sector. Rubió va reproduir un altre cos més a l'est d'estructura interior metàl·lica, i va configurar una composició comuna en què es diferencia el cos nou del vell amb petites modificacions de les obertures. El llenguatge emprat retorna al clàssic una vegada desacreditat el modernisme.
Pel que fa a la nau industrial Floris-Busquets cal dir que va adquirida per la Diputació a mitjan segle xx. A partir d'aquest moment s'emprà com a tallers de l'escola. El seu autor va ser Pere Domènec i Roura, que mostrà un gran interès per les qüestions estructurals dels edificis industrials en els quals va assajar sistemes ben diferenciats. La nau té 100 metres de longitud per 16 metres d'amplada, suportada íntegrament pel seu perímetre sense cap pilar interior mitjançant unes encavallades mixtes on les compressions i les traccions s'absorbeixen amb arcs d'obra de fàbrica i tirants metàl·lics respectivament. Aquesta estructura no solament suporta la coberta a dues aigües sinó que també serveix de recolzament al cel ras format amb voltes esfèriques de maó pla. A l'exterior l'ornamentació es redueix a esgrafiats, els més elaborats dels quals se situen als testers.